# 佛岩站
佛岩站（：／ Buram yeok */?）是釜山－金海輕軌沿線的一座高架車站，位於韓國慶尚南道金海市佛岩洞。

## 車站結構
站體為2面2線側式月台的高架車站，候車月台設有月台幕門，並有2處出口。
可通過大廳轉乘對向列車。

### 月台配置
| 大沙 ↑ |
| \| 上  |
| ↓ 池內 |

| 月台 | 路線              | 目的地     |
| ---- | ----------------- | ---------- |
| 上行 | ●釜山－金海轻电铁 | 沙上方向   |
| 下行 | ●釜山－金海轻电铁 | 加耶大方向 |

## 歷史
- 2011年9月16日：落成啟用。

## 車站周邊
- 佛岩洞治安中心
- 佛岩圖書館
- 金海橋
- 南海高速公路佛岩交流道

## 圖片

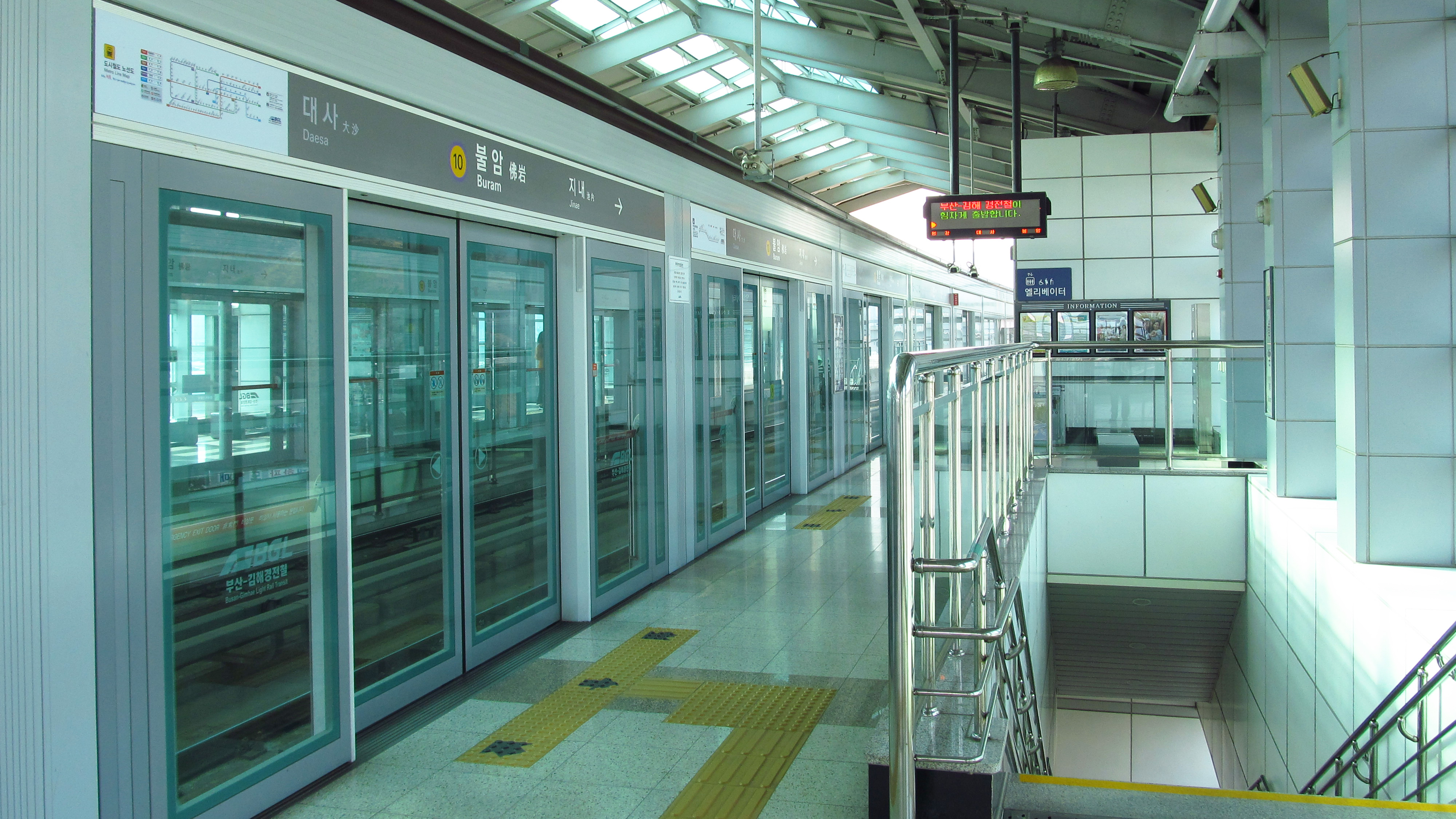
候車月台
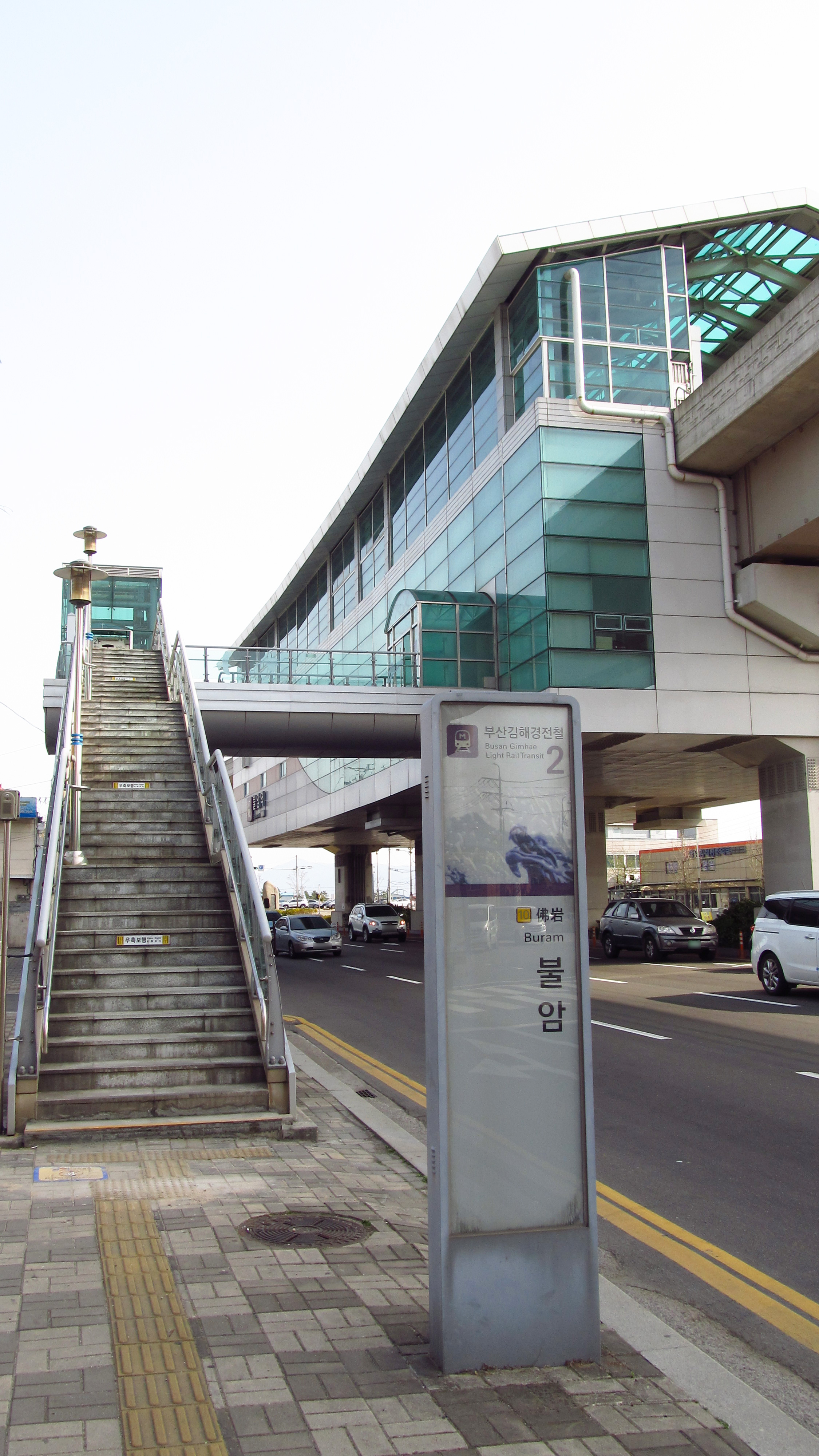
2號出口

## 相鄰車站
釜山-金海輕電鐵
●釜山－金海轻电铁
大沙（9）－佛岩（10）－池內（11）